# Михалевич, Александр Александрович
Александр Александрович Михалевич (род. 20 сентября 1938, г. Витебск) — советский учёный в области теплообмена, общей и ядерной энергетики. Академик Национальной академии наук Белоруссии (2000; член-корреспондент с 1986), доктор технических наук (1976), профессор (1978).

## Биография
Окончил Белорусский политехнический институт (1961). С 1961 года в Физико-техническом институте АН БССР, с 1966 года-младший, старший научный сотрудник, заведующий сектором, заведующий лабораторией Института ядерной энергетики АН БССР, одновременно в 1967-1983 гг. вел преподавательскую работу в Белгосуниверситете. В 1983-1988 гг. заместитель директора по научной работе, в. а.директора, одновременно заведующий лабораторией этого института. С 1991 г. директор Института проблем энергетики Национальной академии наук Белоруссии, в 2001-2004 гг. генеральный директор Объединенного института энергетических и ядерных исследований Национальной академии наук Белоруссии. Одновременно в 1992-1996 гг. заведующий кафедрой Академии управления при Кабинете Министров, затем при Президенте Республики Белоруссия. В 1997-2002 гг. заведующий кафедрой Белорусского государственного технологического университета, в 2002-2004 гг. член Президиума Национальной академии наук Белоруссии. В 2004-2008 гг. главный научный сотрудник Института тепло - и массообмена имени А. Лыкова, с 2009 года директор, с 2010 года главный научный сотрудник, научный руководитель Института энергетики Национальной академии наук Белоруссии. Участник ликвидации аварии на Чернобыльской АЭС.
Теоретически исследовал механизм тепло- и массопереноса при конденсации реагирующего газа, изучал системы охлаждения атомных и тепловых электростанций, эффективность теплопередачи в теплообменных аппаратах при наличии химических реакций в теплоносителе. В 1992-1996 гг. принимал участие в разработке «Энергетической программы», Государственной программы развития ядерной энергетики, республиканской программы «Энергосбережение» и Основных направлений энергетической политики Республики Белоруссия. В 2003-2007 гг. принимал участие в разработке Концепции энергетической безопасности Республики Белоруссия, Государственной комплексной программы модернизации основных производственных фондов белорусской энергетической системы, энергосбережения и увеличения доли использования в стране собственных топливно-энергетических ресурсов в 2006-2010 гг., Директивы Президента Республики Белоруссия № 3.
Автор свыше 250 научных работ, в т. л. 8 монографий, 4 учебных пособий, 20 изобретений.

## Премии и награды
- Премия Национальной академии наук Белоруссии имени академика А. В. Лыкова 2005 года за цикл работ «Тепло - и массоперенос в неоднородных средах с учетом гидродинамики, фазовых и химических преобразований».
- Премия академий наук Украины, Белоруссии и Молдовы 2011 года за работу «Развитие методологии и мониторинг энергетической безопасности Молдовы и Белоруссии».
- Награждён медалью Франциска Скорины (2008).

## Научные работы
- Быстрые реакторы и теплообменные аппараты АЭС с диссоциирующим теплоносителем. Мн.: Наука и техника, 1978 (у суаўт.).
- Методы оптимизации параметров теплообменных аппаратов АЭС. Мн.: Наука и техника, 1981 (у суаўт.).
- Математическое моделирование массо- и теплопереноса при конденсации. Мн.: Наука и техника, 1982.
- Введение в энергоэффективные технологии и энергетический менеджмент. Мн.: БГТУ, 2002.
- Атомная энергетика. Состояние, проблемы, перспективы. Мн.: Беларуская навука, 2009 (у суаўт.).
- Атомная энергетика: перспективы для Беларуси. Мн.: Беларуская навука, 2011.